# Тотев, Мэльд Георгиевич
Мэльд Георгиевич Тотев (16 марта 1937, Москва — 1993, Москва) — русский поэт.

## Биография
Отец — болгарский политэмигрант, член ВКП(б), преподаватель инженерно-экономического института Георгий Найденов Тотев (1901—1938), репрессирован, расстрелян. Тотев окончил факультет журналистики МГУ (1962), работал в журналах и на радио. При жизни практически не публиковался.

## Творчество
Лапидарная, драматичная по интонациям лирика Тотева, как правило, не прибегавшая к регулярным классическим формам, складывалась под воздействием зарубежной поэзии (Т. С. Элиот, американские поэты).

## Произведения
- Стихотворения// Гуманитарный фонд, 1991, № 46.
- 56 тетрадей. Стихи и поэмы. М.: Издательство Университета Дружбы народов им. Патриса Лумумбы, 1999.

## О поэте
- Дубин Б. Путь корня // Он же. На полях письма: Заметки о стратегиях мысли и слова в XX веке. — М.: Запасный путь, 2005, c.157-159.
- Александров Н. Неизвестный классик // Дружба народов, 2001, № 3.

В лучших его стихах образный строй, строй поэтической речи — «позанозистей плюсквамперфектов». Здесь царствует даже не архаичное, а доисторическое; время рождения мира, первого дня творения. Сдвигаются геологические пласты, трещинами расходится земля.

- Шульпяков Г. Подкожное // Независимая газета, 18.01.2001.

В русской поэзии — старой и современной — аналогов у Тотева почти нет. Своеобразной поэтической дикцией, тягой к одиночеству, тягой к концентрации смысла Тотев отдаленно напоминает петербургского поэта Михаила Ерёмина. Но ближайшие аналоги — скорее европейские, в первую очередь Ницше, но не столько Ницше-философ, сколько Ницше-поэт, и Гёте — в немецкой поэзии, Бодлер — во французской, Хуан Рамон Хименес — в испанской. Европейский одиночка-подпольщик — вот кто такой Тотев.

- Кукулин И. От перестроечного карнавала к новой акционности// Новое литературное обозрение, 2001, № 51, с.256.

- Гунин Л. Мэльд Тотев: поэзия инобытия // Гвидеон, 2013, № 5.

- Гурская О. Загадка недавно открытой поэтической галактики — Мэльд Тотев // Соотечественник, 2—9 марта 2017, с. 11.